# 民主社会のための弁護士会
民主社会のための弁護士会（みんしゅしゃかいのためのべんごしかい）は、韓国の親北左派弁護士の団体である。略称は「民弁」（민변）または「民主弁護士会」。1988年に創設され、創設者の趙英栄が運営当時は政治権力と距離を置くことを志向したが、共に民主党議員らを輩出する組織となった。

## 概要
民弁は1984年9月1日から3日間のソウル大雨で最も被害が大きかったのが望遠洞にあったポンプ場水門決壊で、1万世帯余り浸水・数万人の被災者発生が結成のきっかけになったを。天災と認識されたものの、趙英栄弁護士は手抜き工事・遊水池の管理を誤ったソウル市と建設会社による人災だと集団訴訟を起こした。最終的に住民約1万2000人が総額約53億ウォン（約6億円）の賠償を受けた。彼は人権派弁護士として、政治権力と距離を置き、「カネにならないため、一般の弁護士が引き受けない事件の弁護」が役割だった。しかし、彼が居なくなってからは組織は左派政党に接近・人材輩出するなど変質した。盧武鉉、文在寅の両元大統領も民弁出身であり、特に文在寅政権は「民弁全盛時代」だった。2020年の総選挙では11人が共に民主党の国会議員に当選し、大法院・憲法裁判所など司法府の要職も民弁所属者が握り、政府の民間人ポストにも着任し、方針を主導した。

### 批判
2018年に北朝鮮は開かれた南北高官級会談で、2016年4月に中国・浙江省寧波の北朝鮮レストラン『柳京食堂』から韓国に集団脱北した女性従業員12人らの「送還」要求してきた。集団脱北した女性従業員らを送還すべきという北朝鮮の主張に同調・支援していることに批判がある。文在寅政府の白泰鉉統一部報道官は2018年1月15日に開かれた定例のブリーフィングで、北朝鮮側の脱北女性従業員送還要求について「今後、南北関係を引き続き進展させていくのに伴っておいおい話し合う、そういう事案」として北朝鮮側の女性従業員送還要求に明確に拒絶するという立場を示さなかった。それでも文在寅政府も脱北してきたレストラン女性従業員の大多数は、韓国での大学進学後の生活に満足していることを把握している。朝鮮日報は脱北者たちによる民弁など北朝鮮への送還を求める言動を韓国でしている人々への懸念、脱北者が感じる昨今の韓国社会の生きづらさを報じながら、韓国政府の送還拒否という立場を支持し、民弁や北朝鮮側のいう12人全員を北朝鮮に送還するという要求に応じるのは困難だろうと社説を出している。2018年1月には文在寅政権の韓国政府内部でも「送還不可」という方針が立てられたが、対話に出てきた北朝鮮を刺激しないため明確な立場の表明を保留していると報じられた。2018年8月には、自らのわいせつ行為疑惑を暴露した詩人のチェ・ヨンミら相手に10億ウォン（約1億円）以上の損害賠償を求める訴えを起こした高銀の弁護を民弁の立ち上げメンバーで参与連帯公益法センター所長、民弁の会員でセウォル号特別調査委員会調査2課長を務めた弁護士、参与連帯公益法センター運営委員の弁護士複数で支援している。そのため、女性活動家はインタビューに対して、「（民弁は）人権弁護士を自称しているくせに、なぜ性的暴行被害の告白を抑止しようとする訴訟を担当するのか理解できない」など党派的な人権活動対象や論理に批判している。2018年に龍谷大学教授の李相哲は民弁は北の主張に同調する組織であると批判している。文在寅政府も民弁らの主張には譲歩の姿勢が無いとして、民情首席秘書官を通じて「要求すべてに応じることはできない」「全国民主労働組合総連盟だけの政府でも、参与連帯だけの政府でも、また民主社会のための弁護士会だけの政府でもない」との立場を明らかにした 。2020年5月には朝鮮総連の人間や韓国でスパイ判決を受け、北朝鮮賛美を繰り返す尹美香の夫と共に、脱北者の越北を勧誘と脱北してきたレストラン従業員達へ朴槿恵政府を訴訟するように懐柔しようとしていたことも発覚した。レストラン支配人は2018年6月から、民弁の越北勧誘を受け始めた。彼は実際に女性従業員12人のうち9人が脱北を事前に知ってにもかかわらず民弁が本人の意思に反した脱北だったと顔を公開した記者会見を開かせようとしてきたと述べた。これを拒否すると、尹と夫を紹介や賄賂を振り込んできた上に、身分を変えて生活していた時に自宅に暗殺部隊が来たことに驚異を感じ、韓国国内で親北勢力による身の危険の証拠を受け入れ予定国に提出し、証拠が認められて韓国から亡命した。戻る予定はないとしている。更に、民弁は北朝鮮や利敵団体「南北共同宣言実践連帯」の後身「民権連帯」など親北団体が主張する韓国の国家情報した集団拉致だとして「全員を即刻送り返すべき」として人権侵害との訴状を出していた。しかし、国連人権委は2019年9月には、「（韓国の）国家機関の不当な介入を確認できない」として棄却し、2020年5月18日に、脱北従業員らが韓国では平凡な市民として問題なく暮らしている一方、民弁の言動は従業員当人らの委任を全く受けていないことから、陳情は採択はできないと民弁の主張を全て否定した。
韓国政府の「第三者弁済」方式で日本統治時代の朝鮮人労働者遺族に支払われた約2億ウォンの判決金と遅延利子の10％を「成功報酬」として要求し、手に入れたことは批判を呼んだ。朝鮮日報は2024年3月26日までの民弁の変質・出身者の不祥事を各種報道している、創設者の生前の台詞である「全ての権力は放置すれば乱用される」「自分が正義だと考えた瞬間、乱用の危険に陥る」を現在の民弁出身者には肝に銘じてほしいと指摘しているだ。